# Interstate 395 (District de Columbia-Virginie)
Pour les articles homonymes, voir Interstate 395.
L'Interstate 395 (I-395) est une autoroute auxiliaire de 13,79 miles (22,19 km) située en Virginie et à Washington DC. Elle débute à un échangeur avec l'I-95 / I-495 à Springfield et se termine à une intersection avec la US 50 à Northwest Washington, D.C. Elle passe sous le National Mall près du Capitole et se termine à l'intersection avec la US 50 à New York Avenue, environ un mile (1,6 km) au nord du Tunnel de 3rd Street. Malgré sa proximité avec l'I-395 au Maryland, les deux autoroutes ne sont ni reliées ni connectées.
Il est prévu que l'I-395 soit réalignée sur ce qui est actuellement l'I-695, cette dernière devant alors disparaître. Le segment "orphelin" sera renuméroté I-195, soit le segment majoritairement en tunnel.

## Description du tracé
|       | mi    | km    |
| ----- | ----- | ----- |
| VA    | 9,91  | 15,95 |
| DC    | 3,88  | 6,24  |
| Total | 13,79 | 22,19 |

### Virginie

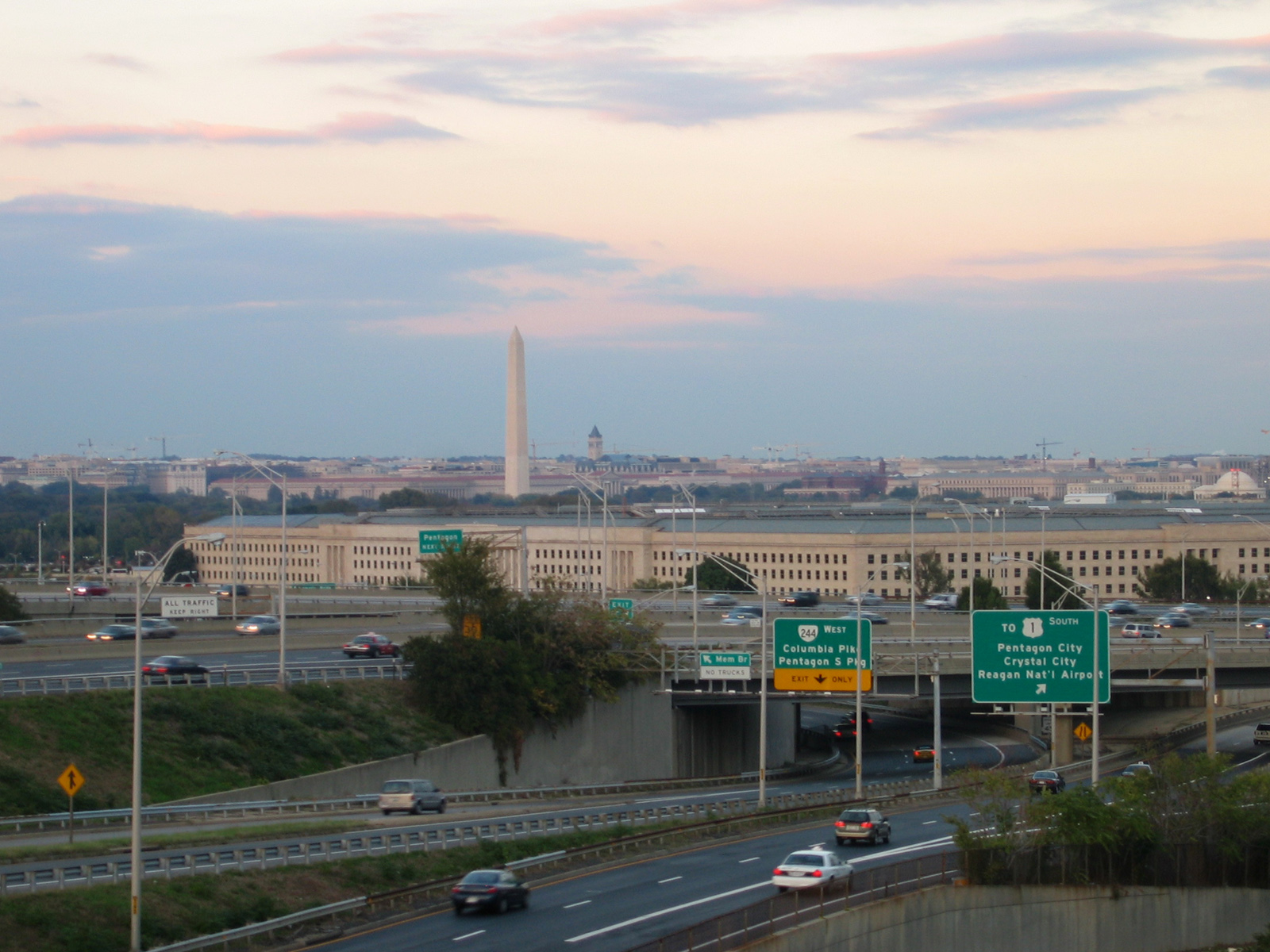
La I-395 au sortir de Washington, passant par le Pentagone à Arlington

Dès son terminus sud, à l'intersection avec l'I-95 / I-495, l'I-395 dispose d'une voie express réversible nommées les "express lanes". Celle-ci parcourt toute la portion en Virginie ainsi qu'un bref segment dans le District de Columbia.
Depuis son terminus sud, l'I-395 se dirige vers le nord-est et passe au sud du Cimetière d'Arlington et du Pentagone. L'autoroute traverse le fleuve Potomac et entre dans le District de Columbia.

### District de Columbia
Après avoir traversé le fleuve Potomac, l'autoroute perd sa voie express. Elle traverse aussi le Washington Channel. Après l'avoir traversé, l'autoroute se dirige vers l'est jusqu'à la jonction avec l'I-695. À cet endroit, la route continue comme I-695, mais l'I-395 bifurque vers le nord et passe sous le Capitole via un long tunnel, presque jusqu'à son terminus nord. L'autoroute prend fin à l'intersection avec New York Avenue / US 50.

## Liste des sorties

### Virginie
| Interstate 395                                    |                   |      |       |        | |                                                                              |
| Comté                                             | Municipalité      | mi   | km    | Sortie | Intersections / Destinations | Notes                                                                        |
| Fairfax                                           | Springfield       | 0,00 | 0,00  | 1A     | I-95 sud – Richmond |                                                                              |
| Fairfax                                           | Springfield       | 0,00 | 0,00  | —      | I-95 Express sud – Richmond | Terminus sud des voies express                                               |
| Fairfax                                           | Springfield       | 0,00 | 0,00  | 1B     | SR 644 (en) – Franconia, Springfield                                                                                                   | Sortie direction sud, entrée direction nord                                  |
| Fairfax                                           | Springfield       | 0,00 | 0,00  | —      | I-495 nord (Capital Beltway) / I-95 Express nord – Baltimore, Tysons Corner                                                            | Sortie direction sud, entrée direction nord pour les Voies express seulement |
| Fairfax                                           | Springfield       | 0,00 | 0,00  | 1C     | I-95 nord / I-495 est – Baltimore | Sortie direction sud, entrée direction nord                                  |
| Fairfax                                           | Springfield       | 0,00 | 0,00  | 1D     | I-495 nord – Tysons Corner | Sortie direction sud, entrée direction nord                                  |
| Fairfax                                           | Springfield       | 0,40 | 0,64  | 2      | SR 648 (en) (Edsall Road) | Indiqué sortie 2A (est) et 2B (ouest)                                        |
| Fairfax                                           | Springfield       | 1,10 | 1,77  | —      | I-395 Express |                                                                              |
| City d'Alexandria                                 | City d'Alexandria | 2,00 | 3,22  | 3A     | SR 236 (en) est (Duke Street) – Landmark                                                                                               |                                                                              |
| City d'Alexandria                                 | City d'Alexandria | 2,00 | 3,22  | 3B     | SR 236 (en) ouest (Little River Turnpike) – Lincolnia                                                                                  |                                                                              |
| City d'Alexandria                                 | City d'Alexandria | 3,70 | 5,95  | 4      | Seminary Road |                                                                              |
| City d'Alexandria                                 | City d'Alexandria | 4,60 | 7,40  | 5      | SR 7 (en) (King Street) |                                                                              |
| Arlington                                         | Shirlington       | 5,40 | 8,69  | 6      | Shirlington |                                                                              |
| Arlington                                         | Shirlington       | 5,40 | 8,69  | —      | Shirlington | Sortie direction sud, entrée direction nord pour les Voies express seulement |
| Arlington                                         | Shirlington       | 5,90 | 9,50  | 7      | SR 120 (en) (South Glebe Road) – Université Marymount, Shirlington                                                                     | Indiqué sortie 7A (sud) et 7B (nord / Marymount) en direction nord           |
| Arlington                                         | Arlington Ridge   | 6,90 | 11,10 | 8A     | SR 27 (en) ouest (Washington Boulevard) vers SR 244 (en) (Columbia Pike) / South Arlington Ridge Road – Stationnement sud du Pentagone |                                                                              |
| Arlington                                         | Pentagon City     |      |       | —      | SR 27 (en) est / Arlington Memorial Bridge                                                                                             | Sortie direction nord, entrée direction sud pour les Voies express seulement |
| Arlington                                         | Pentagon City     | 7,50 | 12,07 | 8B     | SR 27 (en) est (Washington Boulevard) – Pentagone, Cimetière d'Arlington, Rosslyn                                                      | Sortie direction nord, entrée direction sud                                  |
| Arlington                                         | Pentagon City     |      |       | —      | I-395 Express | Entrée direction sud pour les voies express                                  |
| Arlington                                         | Pentagon City     |      |       | —      | Pentagone | Voies express seulement                                                      |
| Arlington                                         | Pentagon City     | 8,00 | 12,87 | 8B     | SR 110 (en) nord vers I-66 ouest – Rosslyn                                                                                             | Sortie direction sud, entrée direction nord                                  |
| Arlington                                         | Crystal City      | 8,40 | 13,52 | 8C     | US 1 sud – Pentagon City, Crystal City, Aéroport National Reagan, Alexandria                                                           | Terminus sud du multiplex avec US 1                                          |
| Arlington                                         | Crystal City      | 8,50 | 13,68 | —      | I-395 Express nord | Sortie direction nord, entrée direction sud                                  |
| Arlington                                         | Crystal City      | 8,70 | 14,00 | 9      | Clark Street |                                                                              |
| Arlington                                         | Long Bridge Park  | 8,90 | 14,32 | 10A    | Boundary Channel Drive – Stationnement nord du Pentagon                                                                                |                                                                              |
| Arlington                                         | Long Bridge Park  | 9,00 | 14,88 | 10B-C  | George Washington Parkway – Memorial Bridge, Aéroport National Reagan, Mount Vernon                                                    | Indiqué sortie 10B (sud) et 10C (nord)                                       |
| Fleuve Potomac                                    | Fleuve Potomac    | 9,00 | 14,88 |        | I-395 nord – Washington | Continue dans le District de Columbia                                        |
| - Terminus de multiplex - Péage - Accès incomplet |                   |      |       |        | |                                                                              |

### District de Columbia
| Interstate 395                                    |                |                                                                   |      |                            |                                                                                                  |                                                                                   |
| Comté                                             | Municipalité   | mi                                                                | km   | Sortie                     | Intersections / Destinations                                                                     | Notes                                                                             |
| Fleuve Potomac                                    | Fleuve Potomac | 0,00                                                              | 0,00 |                            | I-395 sud – Arlington                                                                            | Continue en Virginie                                                              |
| District de Columbia                              | Washington     | 0,50                                                              | 0,80 | 1                          | US 1 nord (14th Street) – National Mall                                                          | Terminus nord du multiplex avec US 1; sortie direction nord, entrée direction sud |
| District de Columbia                              | Washington     | 0,60                                                              | 0,97 | 2                          | Potomac Park, U.S. Park Police                                                                   |                                                                                   |
| District de Columbia                              | Washington     | 0,80                                                              | 1,29 | —                          | Vers I-395 Express sud                                                                           | Terminus nord des voies express                                                   |
| District de Columbia                              | Washington     | 0,80                                                              | 1,29 | Pont Mémorial Francis Cage |                                                                                                  |                                                                                   |
| District de Columbia                              | Washington     | 0,90                                                              | 1,45 | 3                          | 12th Street Expressway north – Capital One Arena                                                 | Pas d'entrées                                                                     |
| District de Columbia                              | Washington     |                                                                   |      |                            | 9th Street Expressway                                                                            | Pas de sorties                                                                    |
| District de Columbia                              | Washington     | 1,30                                                              | 2,09 | 4                          | Maine Avenue – Southwest Waterfront, Nationals Park                                              | Pas d'entrées                                                                     |
| District de Columbia                              | Washington     | 1,50                                                              | 2,41 | 5                          | 6th Street SW / 7th Street SW – L'Enfant Promenade                                               | Sortie direction sud, entrée direction nord                                       |
| District de Columbia                              | Washington     | 1,50                                                              | 2,41 | 5                          | I-695 est vers I-295 / DC 295 (en)                                                               | Sortie direction nord, entrée direction sud; future I-395 nord                    |
| District de Columbia                              | Washington     | L'I-395 nord actuelle à partir de ce point deviendra l'I-195 nord |      |                            |                                                                                                  |                                                                                   |
| District de Columbia                              | Washington     | 1,60                                                              | 2,57 | 6                          | C Street SW – Capitole, Chambre des représentants                                                | Sortie direction nord seulement                                                   |
| District de Columbia                              | Washington     | 1,90                                                              | 3,06 | 7                          | I-695 est vers I-295 / DC 295 (en)                                                               | Sortie direction sud, entrée direction nord; future I-395 nord                    |
| District de Columbia                              | Washington     | Terminus sud du Third Street Tunnel                               |      |                            |                                                                                                  |                                                                                   |
| District de Columbia                              | Washington     | 2,20                                                              | 3,54 | 8                          | Capitole                                                                                         | Sortie direction sud, entrée direction nord                                       |
| District de Columbia                              | Washington     | 2,40                                                              | 3,86 | 9                          | Sénat                                                                                            | Sortie direction nord, entrée direction sud                                       |
| District de Columbia                              | Washington     | 2,70                                                              | 4,35 | 10                         | Massachusetts Avenue – Amtrak                                                                    | Sortie direction nord, entrée direction sud                                       |
| District de Columbia                              | Washington     | Terminus nord du Third Street Tunnel                              |      |                            |                                                                                                  |                                                                                   |
| District de Columbia                              | Washington     | 3,40                                                              | 5,47 | —                          | US 50 est (New York Avenue) vers I-95 / I-295 / I-495 / Baltimore-Washington Parkway – Baltimore | Intersection à niveau                                                             |
| - Terminus de multiplex - Péage - Accès incomplet |                |                                                                   |      |                            |                                                                                                  |                                                                                   |